# Maurice d'Agaune
Pour les articles homonymes, voir Maurice et Saint Maurice.
Maurice d'Agaune, ou saint Maurice, et ses compagnons coptes venus de Thèbes (soldats thébains), martyrs du Valais, sont des chrétiens morts pour leur foi sous l'empereur Dioclétien au début du IVe siècle (vers 303).
Le récit de leur martyre est, en partie seulement, altéré de légende. Celle-ci est née de l'invention de corps de martyrs, de la tradition de saint Maurice d'Apamée importée peut-être par le moine Jean Cassien, mais aussi du souvenir encore vivant de la legio Felix. Cependant  la thèse de l’École des chartes de Jean-Marie Theurillat a précisé les évènements historiques en les dégageant du merveilleux dont la piété les avait enjolivés ; une meilleure connaissance du remaniement des structures de l’armée romaine à la fin du IIIe siècle a fait tomber les objections historiques et techniques, et surtout les fouilles archéologiques entreprises au pied du rocher d’Agaune « ont pleinement confirmé l’existence et le rôle de l’ensemble funéraire édifié par saint Théodore pour recueillir les restes des martyrs entre 370 et 380. »
Saint Maurice est fêté le 22 septembre ou parfois le 27 décembre par confusion avec Maurice d'Apamée.

## Évènements historiques et diffusion du culte

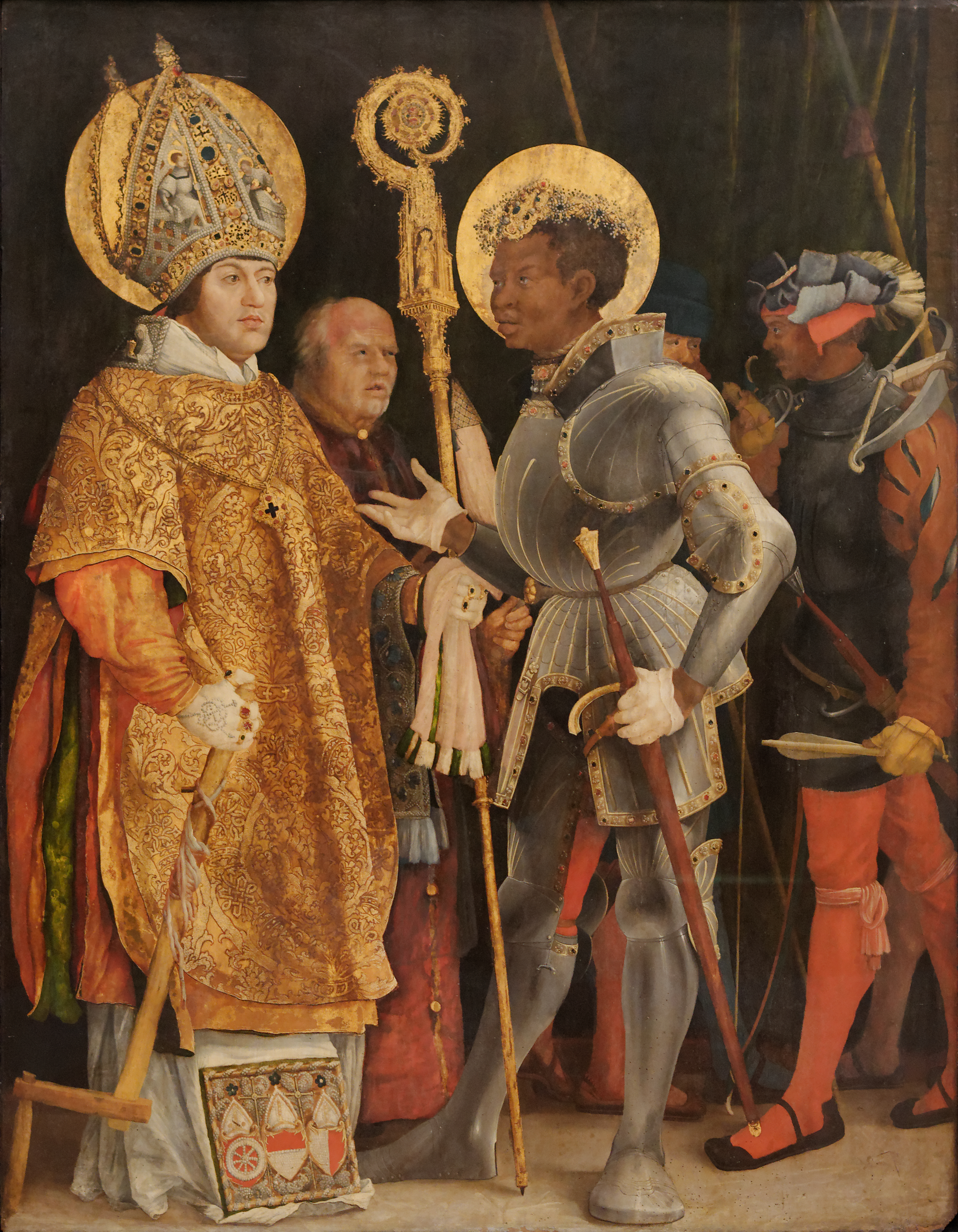
Rencontre entre Saint Érasme et saint Maurice (à droite en armure). Huile sur bois de Matthias Grünewald, v. 1520–1524, Alte Pinakothek de Munich.

Pendant la persécution de Dioclétien, les soldats de la légion thébaine, venus d’Égypte, auraient reçu l’ordre de tuer tous les habitants près d'Octodure (Martigny) au nord des Alpes, qui avaient été convertis au christianisme par saint Materne. Maurice et les soldats de sa légion refusèrent d'obéir à cet ordre et furent condamnés à mort.
Selon une autre version, peut-être mieux attestée, les troupes romaines étaient envoyées par Dioclétien pour réprimer en Gaule une révolte de bagaudes (entre 286 et 304). Faisant étape à Agaune, leur commandant, Maximien Hercule, césar de Dioclétien, décida d'organiser à Octodure, la ville proche, un sacrifice à Jupiter. Maurice et ses compagnons refusèrent d'y participer. Furieux, Maximien fit décimer la Légion thébaine sans entamer sa résolution. Une nouvelle décimation n'ayant pas eu davantage de résultat, il fit exécuter la totalité de cette troupe.
Le massacre de la légion thébaine prend place parmi les récits hagiographiques de martyre chrétien.
Selon une tradition légendaire, après la mort de Longin, la Sainte Lance aurait été transférée en Égypte, atteignant Thèbes, où saint Maurice l'aurait redécouverte. À la disparition de Maurice, la relique serait tombée dans les mains des empereurs romains païens qui ne lui accordent aucune attention jusqu'à ce que l'empereur Constantin, converti au christianisme, marque l'étendue de sa nouvelle Rome, Constantinople, en traçant ses limites avec la pointe de la lance. La lance devient ainsi un symbole de pouvoir dans le Saint Empire.
Saint Sigismond, souverain du royaume des Burgondes et plus tard le premier roi chrétien canonisé au nord des Alpes, fonde le monastère de Saint-Maurice d'Agaune qu'il dote puis, le 22 septembre 515, y inaugure la louange perpétuelle du martyr. Dans les siècles qui suivent, la noblesse du royaume de Bourgogne (actuellement : Suisse Romande, Franche-Comté, Lyonnais, Savoie, Dauphiné, Provence) mais aussi du Saint Empire (depuis Henri IV) adoptent le culte de saint Maurice. Le culte de saint Maurice en Occident s’est répandu dans un grand nombre de paroisses rurales de Savoie, du Piémont et de Suisse où une cinquantaine de paroisses lui sont dédiées, particulièrement dans le canton de Fribourg. En France, 70 communes portent son nom et plus de 500 paroisses sont placées sous sa protection. On le vénère à Cologne, Halle et Magdebourg, mais aussi à Cracovie en Pologne et à Riga en Lettonie.

## Le récit d'Eucher de Lyon
« Il y avait à cette époque une légion de soldats, de 6 500 hommes, qu'on appelait les Thébains. Ces guerriers, valeureux au combat, mais plus valeureux encore dans leur foi, étaient arrivés des provinces orientales pour venir en aide à Maximien. Comme bien d'autres soldats, ils reçurent l'ordre d'arrêter des chrétiens. Ils furent toutefois les seuls qui osèrent refuser d'obéir. Lorsque cela fut rapporté à Maximien, qui se trouvait alors dans la région d'Octodurum (Martigny aujourd'hui), il entra dans une terrible colère. Il donna l'ordre de passer au fil de l'épée un homme sur dix de la légion, afin d'inculquer aux autres le respect de ses ordres.

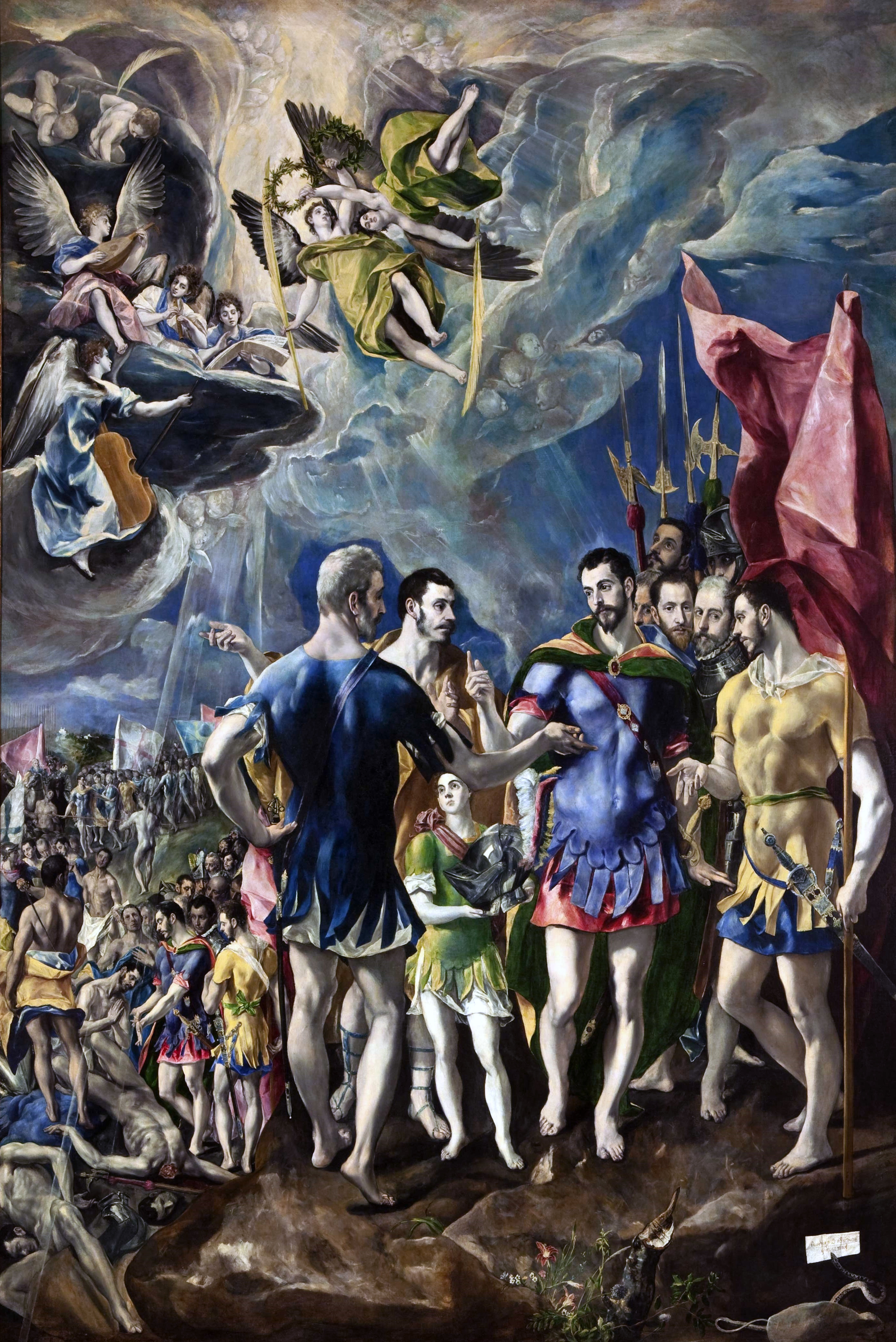
Le martyre de saint Maurice, tableau maniériste représentant le saint barbu. Le Greco, 1580.

Les survivants, contraints de poursuivre la persécution des chrétiens, persistèrent dans leur refus. Maximien entra dans une colère plus grande encore et fit à nouveau exécuter un homme sur dix. Ceux qui restaient devaient encore accomplir l'odieux travail de persécution. Mais les soldats s'encouragèrent mutuellement à demeurer inflexibles. Celui qui incitait le plus à rester fidèle à sa foi, c'était le futur saint Maurice qui, d'après la tradition, commandait la légion. Secondé par deux officiers, Exupère et Candide, il encourageait chacun de ses exhortations. Maximien comprit que leur cœur resterait fermement attaché à la foi du Christ, il abandonna tout espoir de les faire changer d'avis. Il donna alors l'ordre de les exécuter tous. Ainsi furent-ils tous ensemble passés au fil de l'épée. Ils déposèrent les armes sans discussion ni résistance, se livrèrent aux persécuteurs et tendirent le cou aux bourreaux. »

— Eucher de Lyon.

## Iconographie

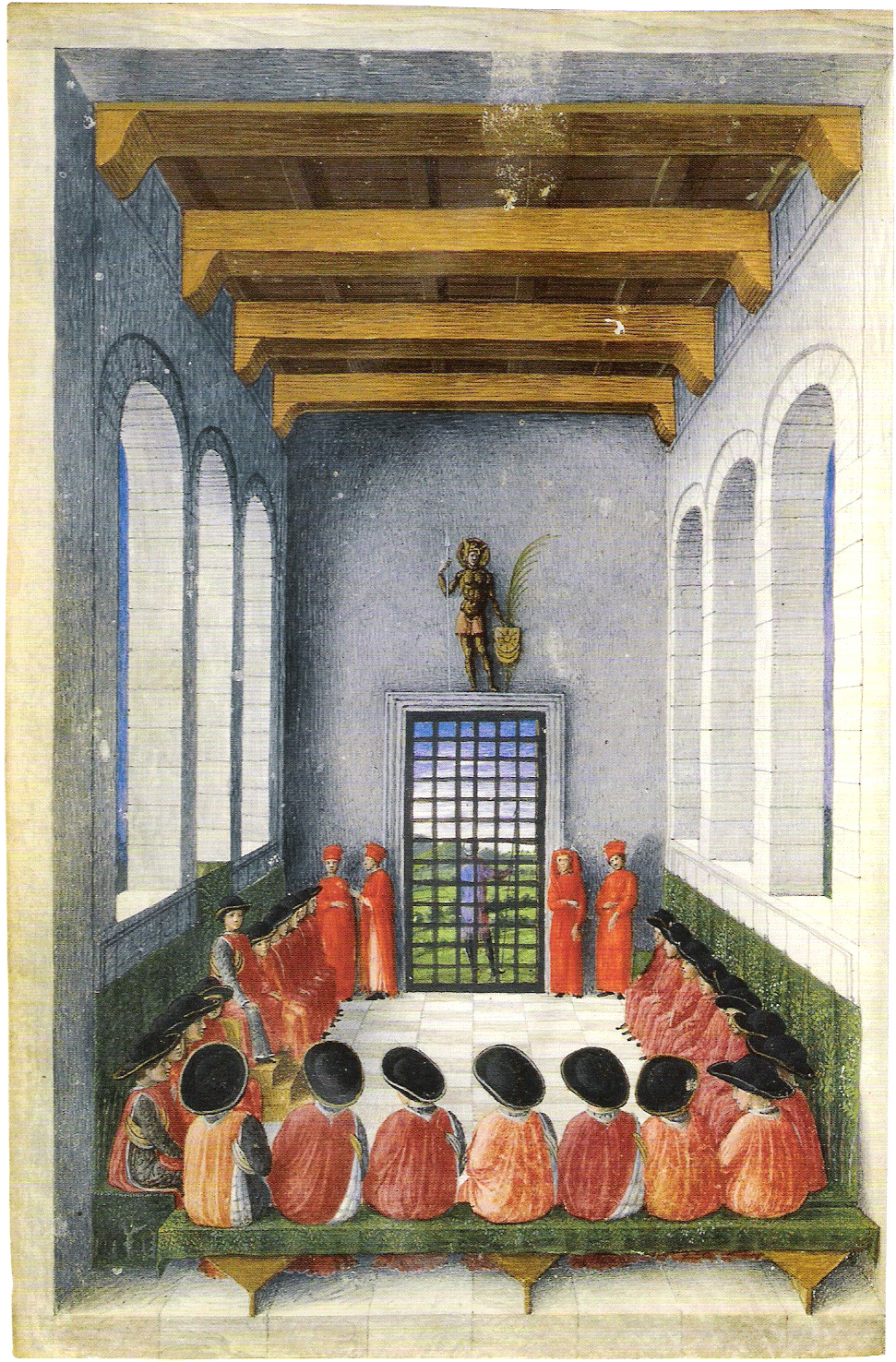
Assemblée de l'Ordre du croissant sous le patronage de saint Maurice. Peinture de Giovanni Bellini, XVe s.

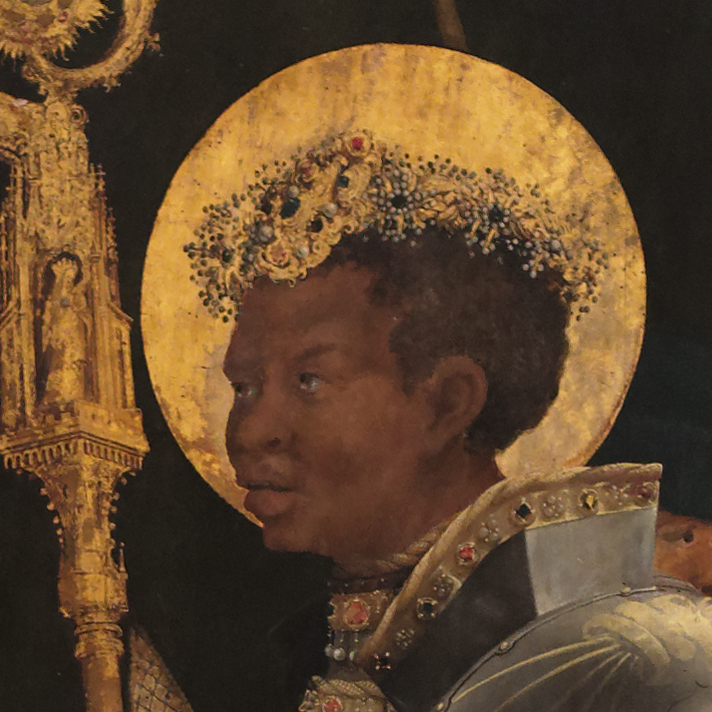
Saint Maurice (détail) par Matthias Grünewald.

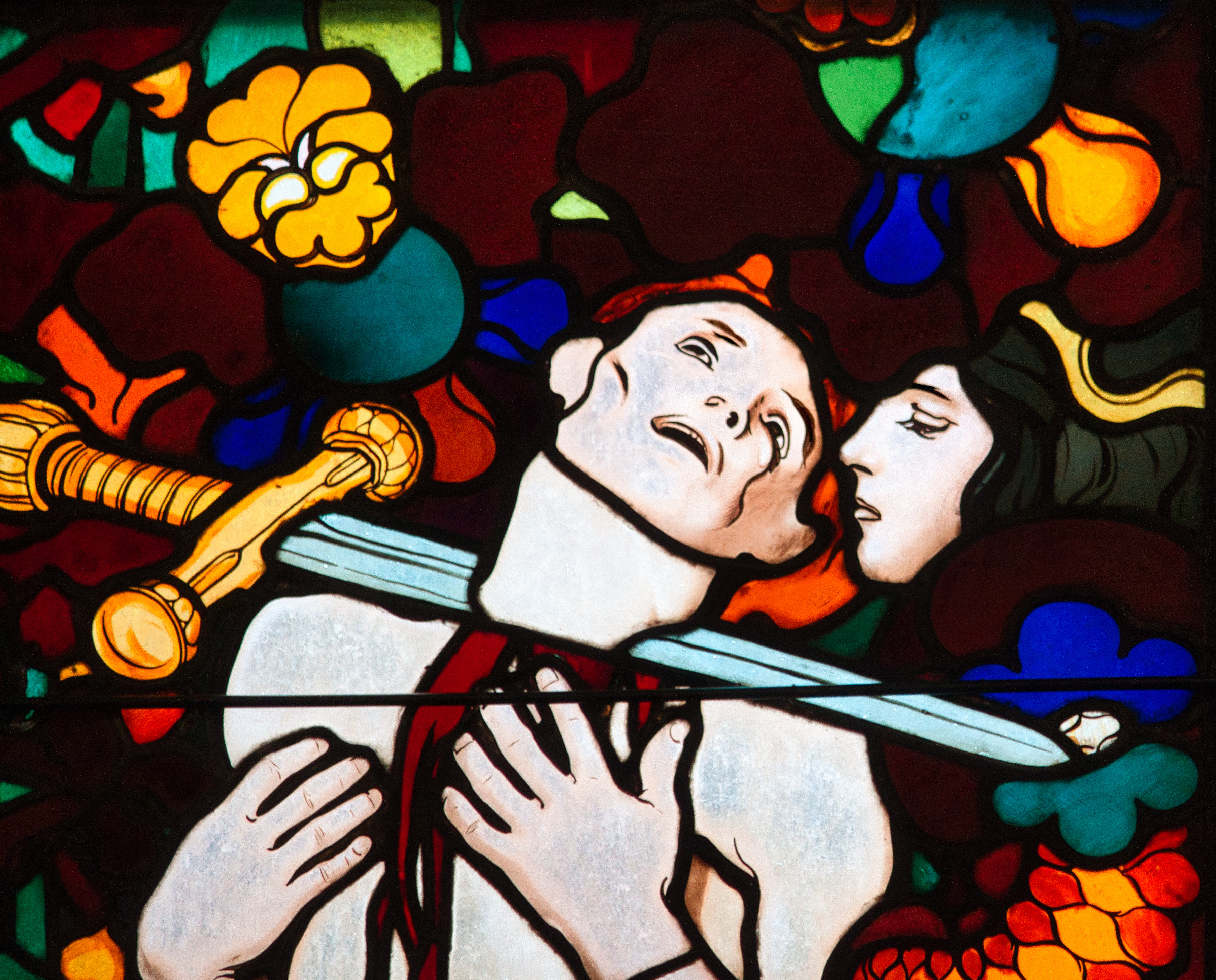
Saint-Maurice (détail). Vitrail par Józef Mehoffer, 1898-1899, cathédrale Saint-Nicolas de Fribourg.

- Bien que d'origine égyptienne (origine indiquée sur un parchemin, une bannière ou un cartouche en tant que Thebae legio, « légion de Thèbes »), on le représente habillé en soldat, portant des armes (épée, lance, bouclier), la palme du martyre et le vexillum romain, avec une physionomie occidentale[10]. Son bouclier et sa cuirasse sont toujours ornés d’une croix tréflée blanche sur fond rouge[8]. Mais à partir du XIe siècle, il est fréquemment figuré, « surtout dans l'art allemand, sous les traits d'un Noir à la chevelure laineuse, camard et lippu », cette référence à la peau noire étant probablement issue de l'étymologie populaire de son nom latin, maurus, « d'origine maure »[11].
- Il figure sur une huile sur bois de Matthias Grünewald (1520-1524) en compagnie de saint Érasme, exposée à la Alte Pinakothek de Munich.
- Il est présent sur les armoiries de Cobourg (Bavière) et de Saint-Vincent (Val d'Aoste).
- Il est représenté en cavalier sur l'un des rampants du fronton de la cathédrale Saint-Maurice de Vienne (Isère).
- Un manuscrit enluminé vénitien est entièrement consacré à sa légende : Passion de saint Maurice et de ses compagnons. Certaines des miniatures sont attribuées à Giovanni Bellini (Bibliothèque de l'Arsenal, Ms.940).
- Sa statue est présente sur le maître-autel de l'église Saint-Maurice d'Orelle, en Savoie. Un grand tableau de ce saint à cheval le surplombe. Un grand écusson semblable est à l'entrée de l'édifice ainsi qu'un vitrail[12].
- Il est représenté dans l'un des vitraux créés par Jacques Le Chevallier en 1950 dans l'église Saint-Pierre de Bourg-Saint-Pierre[13].

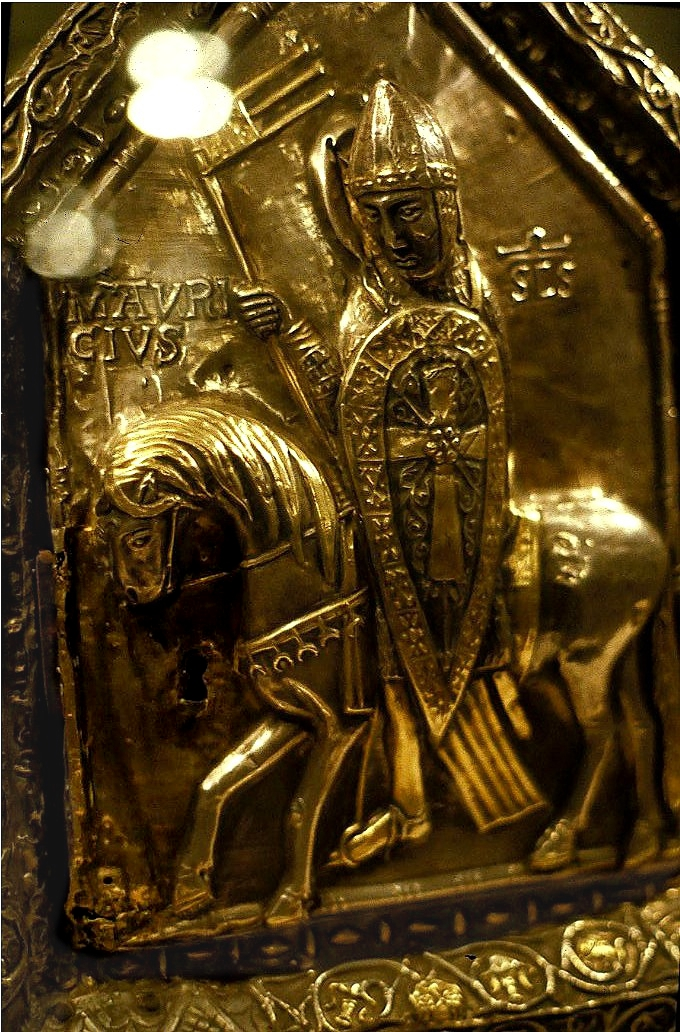
Saint Maurice représenté en soldat romain (casque, cotte de mailles, écu crucifère), décor en argent naturel et dorure sur un côté de la châsse des enfants de saint Sigismond, trésor de l'abbaye d'Agaune[14].
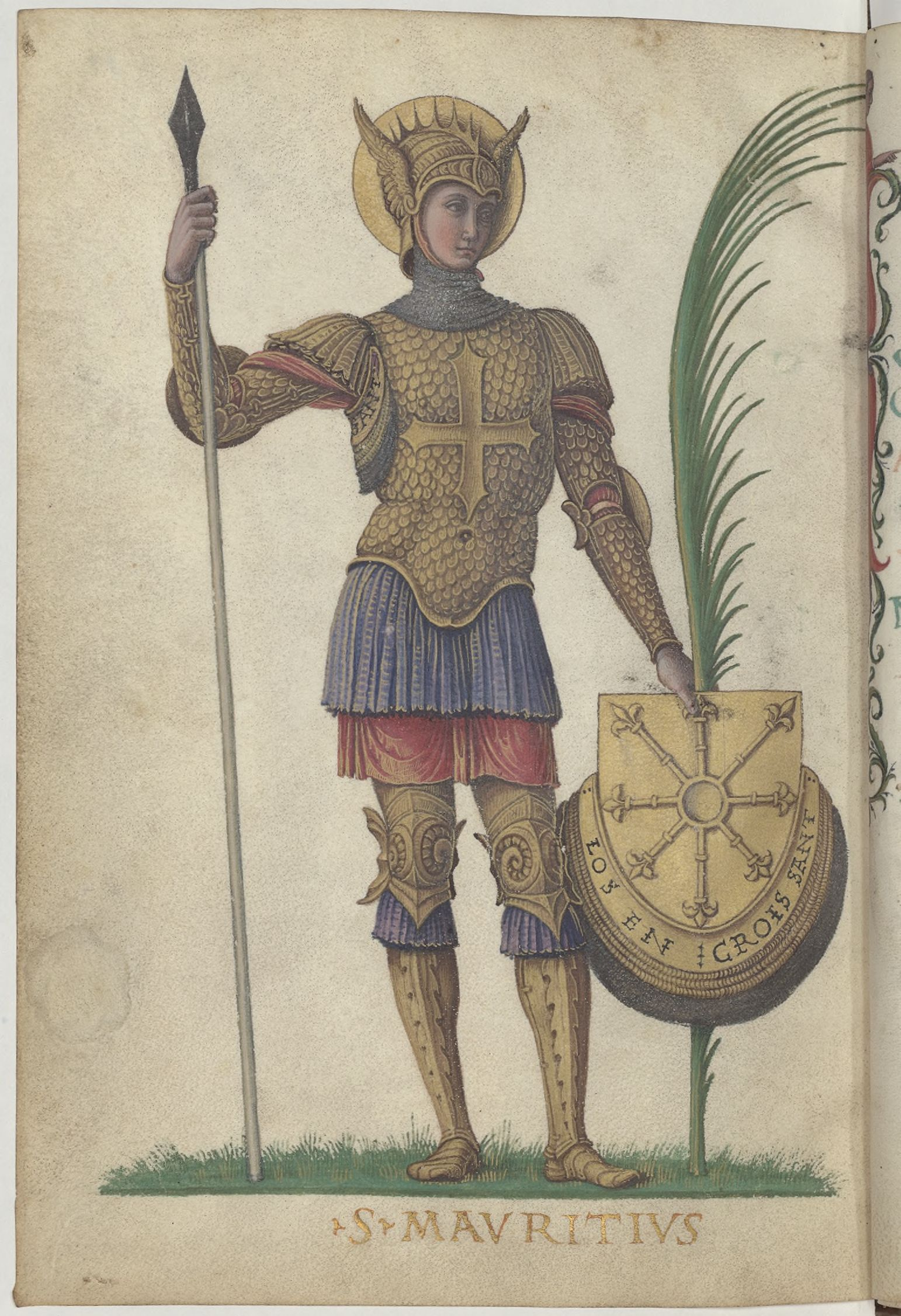
Saint Maurice, miniature extraite de la Passion de saint Maurice et de ses compagnons, collection de Jacopo Antonio Marcello.
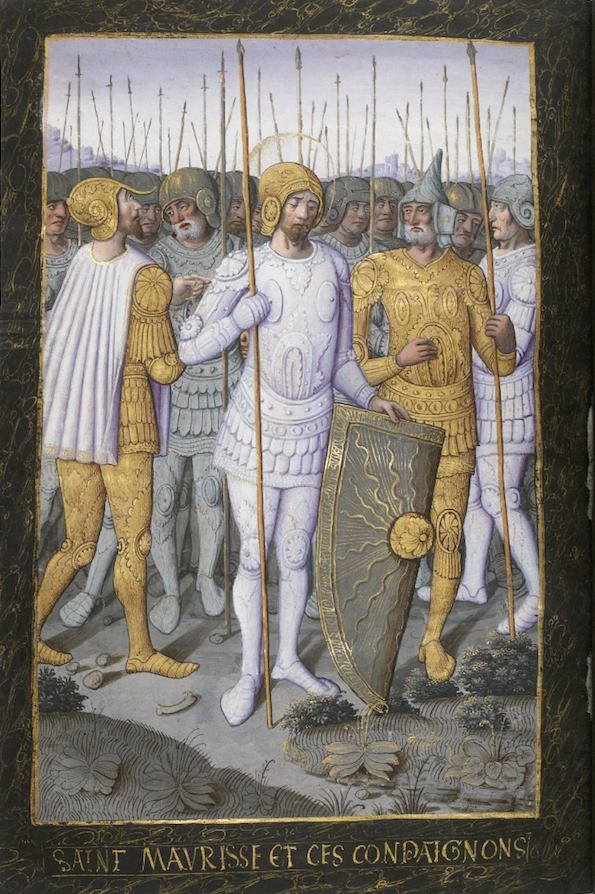
Saint Maurisse et ces conpaignons, page 158 de l’Horae ad usum romanum (éditée entre 1475 et 1600).
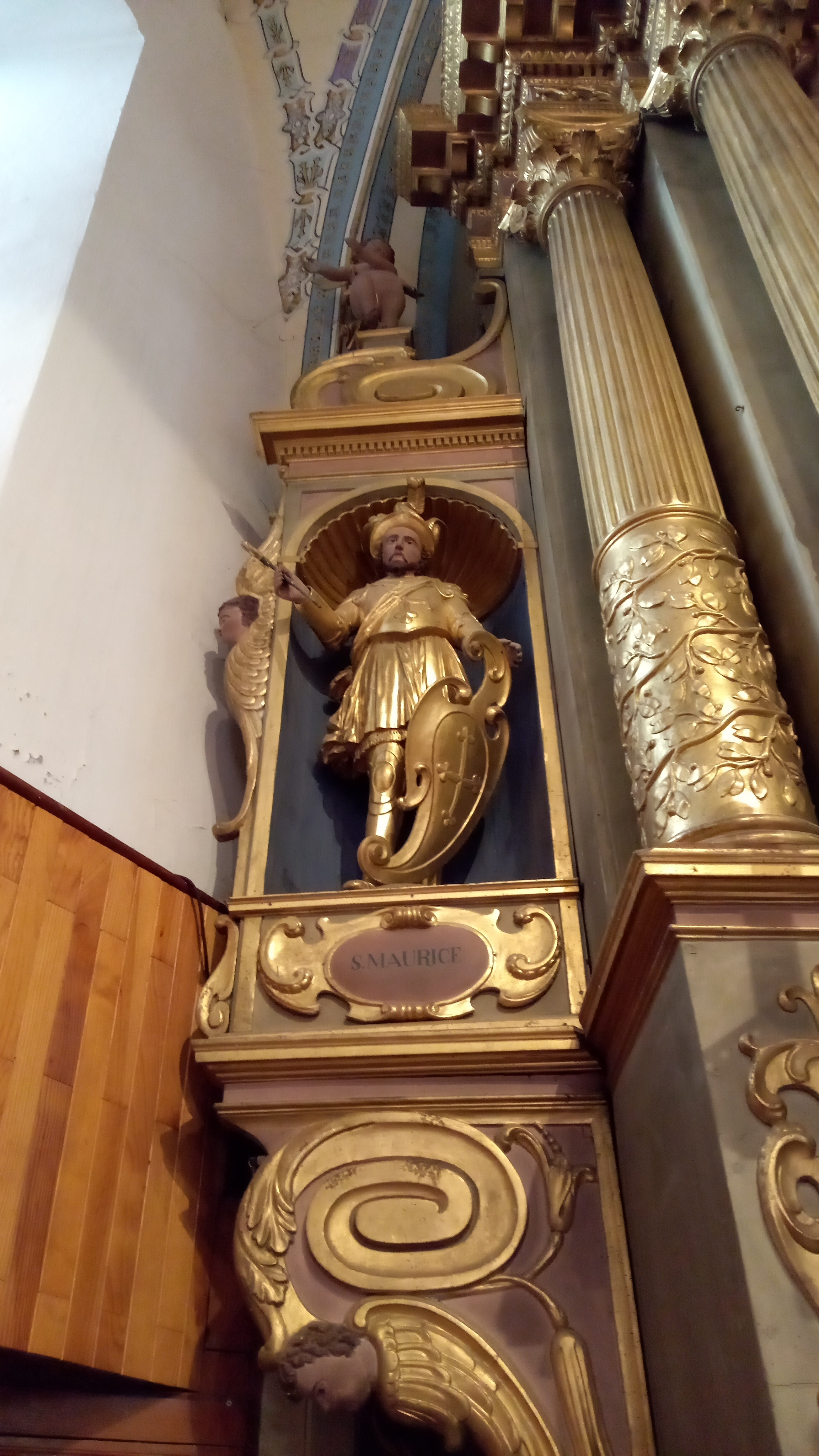
Saint Maurice à Orelle.

## Patronage
Saint Maurice est le saint patron de la Savoie,, du Saint-Empire romain germanique, des chasseurs alpins, des gardes suisses, des teinturiers et des malades de la goutte, ainsi que de nombreuses unités de l’armée française : il est ainsi le saint patron de l'infanterie et de la guilde des Têtes noires.
Devenu depuis le XIe siècle un saint pas seulement militaire mais essentiellement impérial et germanique, pas moins de 700 églises lui sont dédiées, telles à Angers, la cathédrale du diocèse où ses compagnons et lui sont représentés sur la façade, bon nombre d'églises en Pays de Savoie, ou encore la basilique Saint-Maurice d'Épinal. Il est par ailleurs le saint patron de cette ville et de son hôpital entre 1693 et 1968.

## Héraldique
Ainsi, sa tête tranchée par les Romains à la suite d'une désobéissance fut dès le Haut Moyen Âge un symbole héraldique, d’abord dans les Alpes et puis repris bien au-delà. La tête de Maure se serait ainsi imposée comme emblème en Sardaigne (4 têtes) et en Corse à la suite de la domination du roi d’Aragon,.
Il y a un débat historiographique sur cette mise en perspective d'un lien entre saint Maurice et ces drapeaux. La domination ayant été de courte durée, il est possible que l’ajout soit postérieur, d'autant plus qu'il n'y a pas de rapport entre saint Maurice en Valais et le royaume d'Aragon, alors que ce dernier était un acteur de la Reconquista. Il n'y aurait donc probablement pas de rapport héraldique entre la Corse et la Sardaigne, et les Alpes,.
Par ailleurs, la graphie héraldique n'étant pas fixe (seule sa description est fixe, son expression visuelle est laissée libre à l'artiste), il faudrait vérifier si les têtes de Noirs représentées dans certains blasons tels que ceux de Coburg, Mandach et Krauthem, sont bien des têtes de Noirs qui se désignaient sous le nom latin nègre, ou des têtes d'Africains du Nord qui se désignaient sous le nom de Maure. Il y aurait donc deux meubles héraldiques différents avec probable glissement de l'un vers l'autre.
Quant à saint Maurice, il s'agirait encore d'un troisième élément héraldique qui est somme toute traditionnellement représenté dans tout son corps, car rien dans son hagiographie n'indique qu'il fut décapité, et dont la tête est toujours auréolée, car c'est un saint martyr.

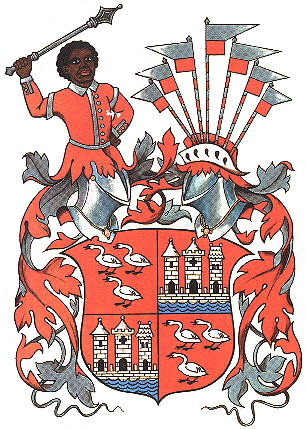
Armoiries de Zwickau.
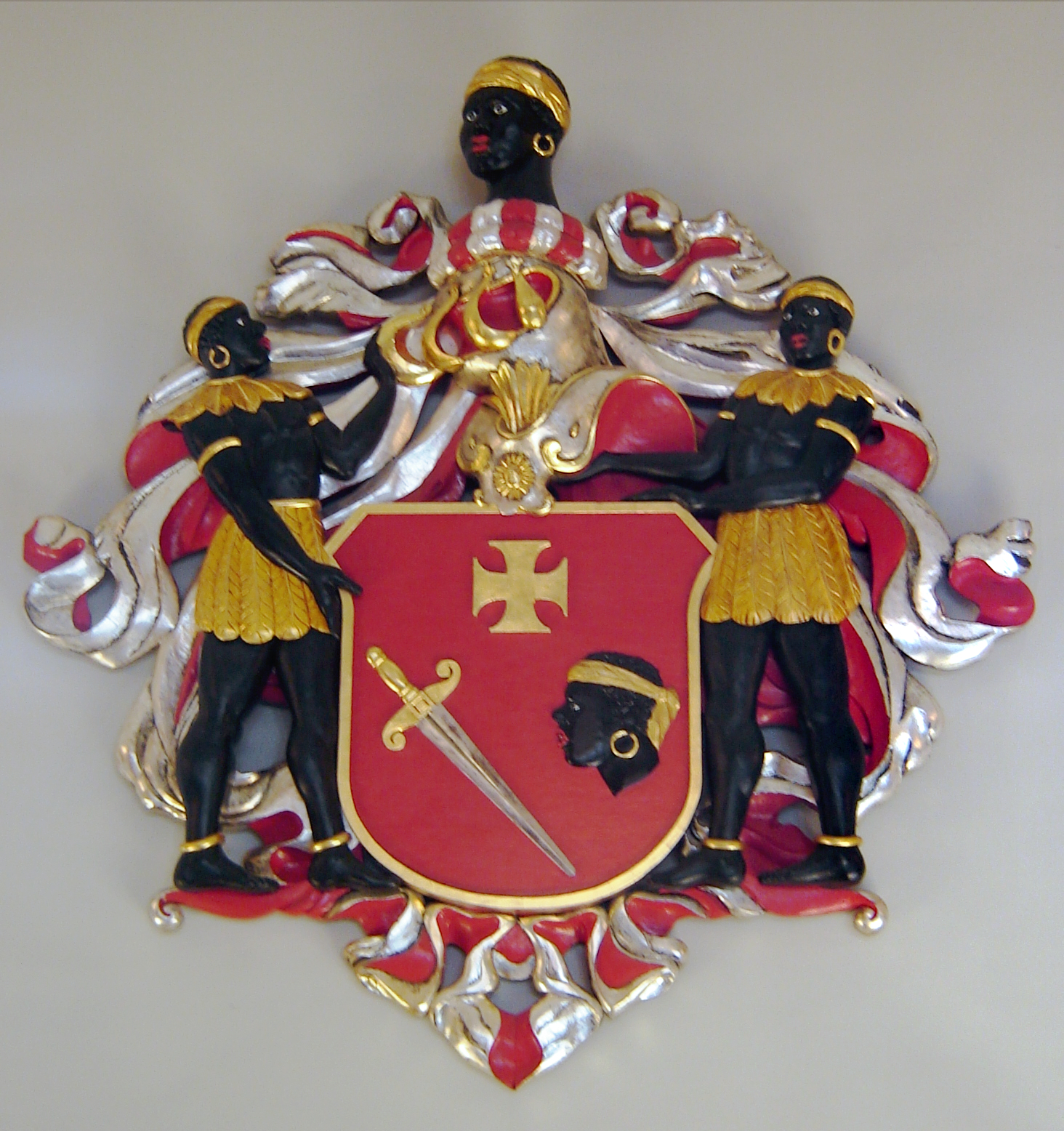
Armoiries de la Guilde des Têtes noires représentant saint Maurice, saint patron de la guilde.
Armoirie de la Corse.
Armoirie de la Sardaigne.
Armoirie de Coburg.
Armoirie de Büderich.
Faure des Chaberts.
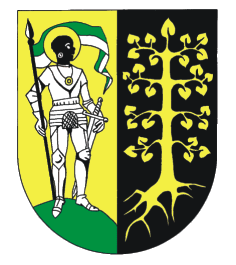
Armoirie de Bad Sulza.
Armoirie de Mandach.
Armoirie de Morancé.
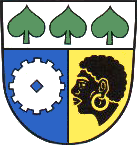
Armoirie de Krautheim (Thüringen).
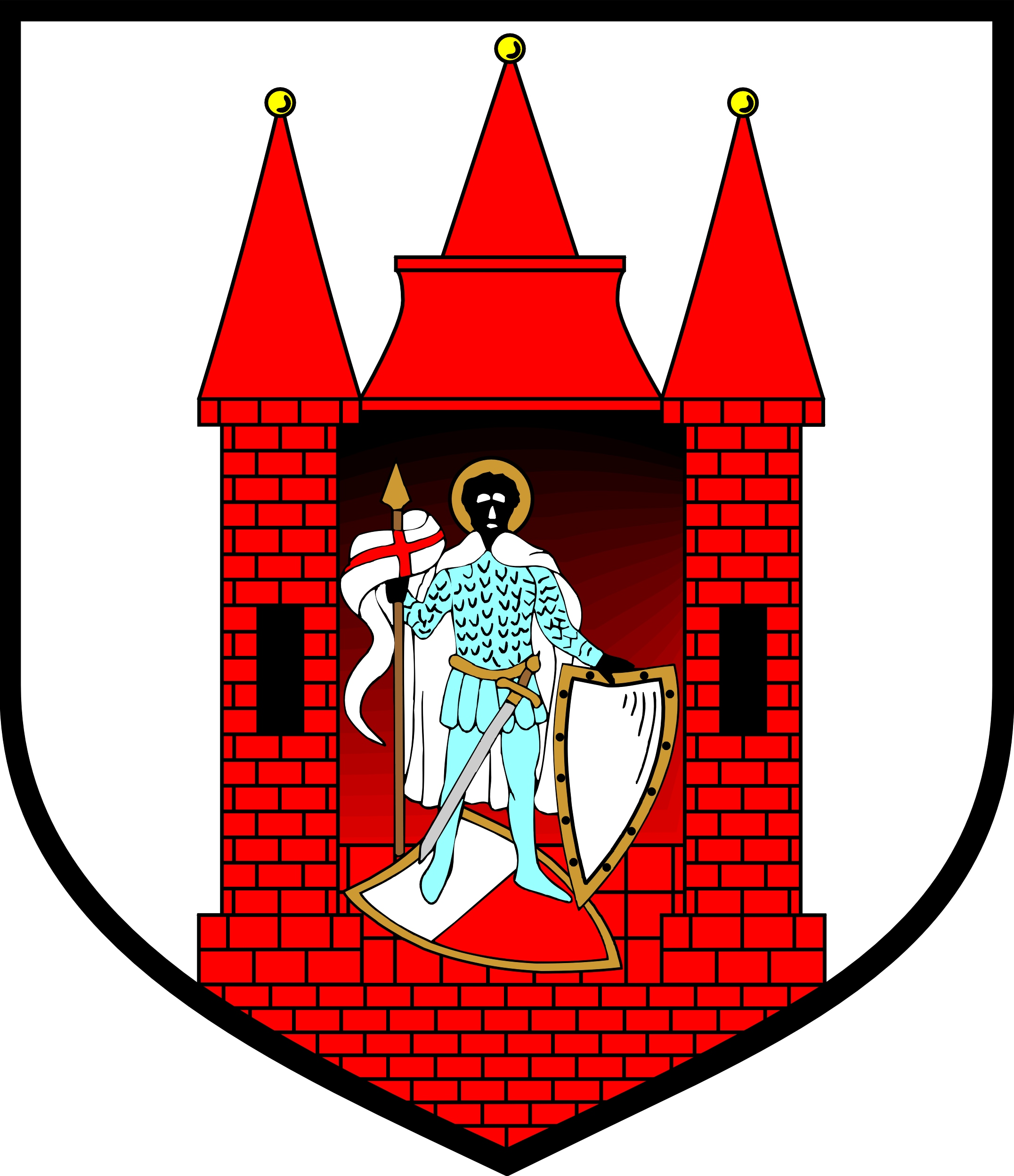
Armoirie de Sandau (1979).

### Postérité
- Richard Dubugnon, Le Mystère d'Agaune, oratorio[25], op. 80, 2018, création mondiale le 28 octobre 2018[26] à Ollon